# 拉希德·本·穆罕默德·本·拉希德·阿勒马克图姆
拉希德·本·穆罕默德·本·拉希德·阿勒马克图姆（阿拉伯语：راشد بن محمد آل مكتوم，1981年11月12日—2015年9月19日），现任迪拜酋长国酋长穆罕默德·本·拉希德·阿勒马克图姆和大王妃希德的长子。

## 生平
拉希德是大王妃希德的第二个孩子和长子，而在已知的24个兄弟姐妹中排第六位。2002年，毕业于英国桑德赫斯特皇家军事学院。他酷爱体育运动，曾多次参加国际和当地举办的耐力骑马比赛，为阿联酋获得多项荣誉。他曾在2006年亚洲运动会的两项120km个人耐力赛中分别夺得两枚金牌。
他也是一个足球迷，为曼彻斯特联足球俱乐部的忠实支持者。
2008年1月，拉希德被任命为阿拉伯联合酋长国奥林匹克委员会主席。
他的父亲有多位妻子，母亲则是其中地位较高的妻子。虽然不是最年长的儿子，拉希德仍被立为王储。然而，他在2008年2月1日被剥夺了王储头衔，改由他的同母弟弟哈姆丹担任。拉希德被废储一事的缘由至今不详，官方仅仅简单地表明哈姆丹更加适合这个位置。根据维基解密公开的一份文件，当时美国外交官戴维·威廉姆斯（David Williams）向中央情报局递交的报告称，拉希德在官邸杀死了一名助手，因而被废去王储之位。
有谣言称拉希德酗酒、吸毒而且沉溺于性爱。2010年，他辞去阿联酋奥委会主席一职，理由是工作太过繁重。然而有知情者声称他是因毒瘾太重根本无法工作才被迫辞职的。
拉希德是迪拜联合控股集团（United Holdings Group Dubai）和扎贝尔国际赛马场（Zabeel Racing International）的主人，也是特斯拉汽车、努尔伊斯兰银行、努尔投资集团（Noor Investment Group）、迪拜控股集团（Dubai Holding Company）的主要合作伙伴。根据福布斯在2010年的粗略估计，他的身价大约在19亿美元左右。
2015年9月19日，拉希德突然死去。迪拜官方宣布他死于心脏病发作，然而不少外国媒体猜测他事实上死于毒品滥用。迪拜为其降半旗哀悼三天。